# Michael Falchs diskografi
Den danske sanger og sangskriver Michael Falchs diskografi består af 16 studiealbum, en EP, ni livealbum, og syv opsamlingsalbum.

## Album

### Studiealbum
| Titel                                              | Album detaljer                                                              | Højeste placering | Certificering |
| Titel                                              | Album detaljer                                                              | Danmark           | Certificering |
| -------------------------------------------------- | --------------------------------------------------------------------------- | ----------------- | ------------- |
| Michael Falch                                      | - Udgivet: 1985 - Selskab: Medley - Format: LP, CD                          | *                 |               |
| Det andet land                                     | - Udgivet: 1986 - Selskab: Medley - Format: LP, CD                          | *                 |               |
| De vildeste fugle                                  | - Udgivet: 1988 - Selskab: Medley - Format: LP, CD                          | *                 |               |
| Håbets hotel                                       | - Udgivet: 1989 - Selskab: Medley - Format: LP, CD                          | *                 |               |
| Tossede verden                                     | - Udgivet: 1990 - Selskab: Genlyd - Format: LP, CD                          | *                 |               |
| Stævnemøder                                        | - Udgivet: 16. august 1996 - Selskab: Pladecompagniet - Format: CD          | 14                |               |
| Nye rejsende                                       | - Udgivet: 5. september 1998 - Selskab: Pladecompagniet - Format: CD        | 40                |               |
| Lykkelig undervejs                                 | - Udgivet: 23. april 2001 - Selskab: Kick - Format: CD                      | 19                |               |
| Falder du nu                                       | - Udgivet: 2006 - Selskab: Kick - Format: CD                                | 2                 | - Guld        |
| Sang til undren (med Boat Man Love)                | - Udgivet: 2007 - Selskab: Kick - Format: CD                                | 9                 |               |
| Fodspor i havet                                    | - Udgivet: 2010 - Selskab: KrebsFalch, Gateway - Format: CD                 | 2                 |               |
| Hele vejen 1980-2010                               | - Udgivet: 2010 - Selskab: KrebsFalch, Gateway - Format: CD                 | 4                 |               |
| Sommeren kom ny tilbage                            | - Udgivet: 21. oktober 2013 - Selskab: A:larm, Universal - Format: CD       | 1                 |               |
| Tomandshånd (med Poul Krebs)                       | - Udgivet: 13. november 2015 - Selskab: Universal - Format: LP, CD          | 3                 | - Platin      |
| Pludselig alting samtidig                          | - Udgivet: 11. november 2016 - Selskab: Universal - Format: LP, CD          | 2                 |               |
| Forår i brystet                                    | - Udgivet: 9. oktober 2020 - Selskab: Universal - Format: LP, CD            | 1                 |               |
| Elsker                                             | - Udgivet: 3. september 2021 - Selskab: Universal - Format: LP, CD          | 3                 |               |
| Drømmene                                           | - Udgivet: 25. oktober 2024 - Selskab: Just For The Record - Format: LP, CD | 2                 |               |
| "*" markerer at informationen ikke er tilgængelig. |                                                                             |                   |               |

### EP'er
| Titel         | Album detaljer                                                   |
| ------------- | ---------------------------------------------------------------- |
| Tænd december | - Udgivet: 2011 - Selskab: KrebsFalch - Format: Digital download |

### Livealbum
| Titel                                                            | Album detaljer                                                                | Højeste placering |
| Titel                                                            | Album detaljer                                                                | Danmark           |
| ---------------------------------------------------------------- | ----------------------------------------------------------------------------- | ----------------- |
| Hjemveje – live                                                  | - Udgivet: 2002 - Selskab: Kick - Format: CD                                  | 21                |
| I kampens hede (med Boat Man Love)                               | - Udgivet: 27. oktober 2008 - Selskab: RecArt - Format: CD                    | 13                |
| Live akustisk (med Poul Krebs)                                   | - Udgivet: 27. oktober 2010 - Selskab: KrebsFalch - Format: CD                | —                 |
| Smukfest 2011 (med Boat Man Love)                                | - Udgivet: 22. august 2011 - Selskab: Next2Live - Format: Digital download    | —                 |
| Fredagsrock 2011 (med Boat Man Love)                             | - Udgivet: 27. september 2011 - Selskab: Next2Live - Format: Digital download | 34                |
| Michael Falch solo live vol. 1 - venner & bekendte               | - Udgivet: 2012 - Selskab: Falch - Format: CD                                 | —                 |
| Michael Falch solo live vol. 2 - nær & fjern                     | - Udgivet: 2012 - Selskab: Falch - Format: CD                                 | —                 |
| Michael Falch & hans band - live i Elværket                      | - Udgivet: 2015 - Selskab: Falch - Format: CD                                 | —                 |
| De næsten glemte sanges tur - akustisk solo                      | - Udgivet: 2016 - Selskab: Eget selskab - Format: CD                          | —                 |
| "—" markerer en udgivelse der ikke opnåede en hitlisteplacering. |                                                                               |                   |

### Opsamlingsalbum
| Titel | Album detaljer                                                   | Højeste placering | Certificering |
| Titel | Album detaljer                                                   | Danmark           | Certificering |
| --- | ---------------------------------------------------------------- | ----------------- | ------------- |
| 26 hits (med Malurt)                                                                                                | - Udgivet: 1988 - Selskab: K-Tel - Format: LP, CD, Kassettebånd  | *                 |               |
| De 17 bedste | - Udgivet: 1995 - Selskab: Medley - Format: CD                   | —                 |               |
| Best Of 1986-1988                                                                                                   | - Udgivet: 1996 - Selskab: Disky - Format: CD                    | —                 |               |
| Mød mig i mørket | - Udgivet: 1999 - Selskab: RecArt - Format: CD                   | 10                | - Guld        |
| Kærlighedens lysthus 1990-98                                                                                        | - Udgivet: 2006 - Selskab: Sony BMG - Format: CD                 | —                 |               |
| Album-boksen | - Udgivet: 2010 - Selskab: Sony Music - Format: Digital download | —                 |               |
| Hånden på hjertet - de største sange                                                                                | - Udgivet: 20. oktober 2014 - Selskab: Universal - Format: CD    | 2                 | - Platin      |
| "*" markerer at informationen ikke er tilgængelig. "—" markerer en udgivelse der ikke opnåede en hitlisteplacering. |                                                                  |                   |               |